# 鳳松路
鳳松路（Fongsong Rd.）是高雄市鳳山區北端連接市郊的南北向重要幹道，因連結鳳山、鳥松兩地而得名。北起於鳳誠路口接鳥松區中正路，編號市道183號。途中市道183號轉經武路。南止於博愛路口接鳳山區中正路，是往來鳳山市區及鳥松區的主要道路及南北長途往來楠梓區的重要路段之一。台鐵屏東線平交道已於高雄鐵路地下化完工啟用後拆除。

## 平交道

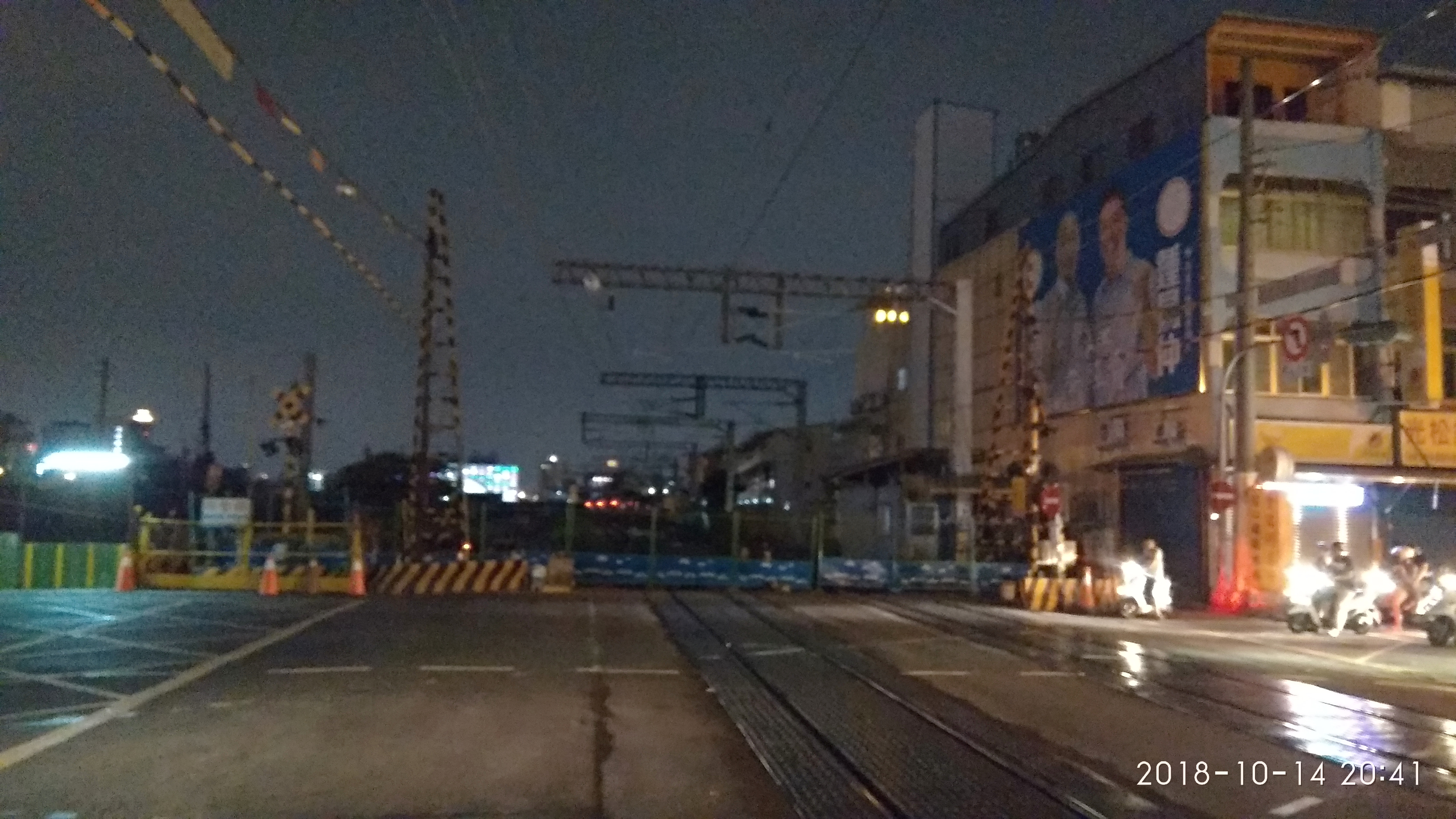
地下化啟用後的鳳松路平交道（往高雄左營方向，拍攝於2018/10/14晚間）

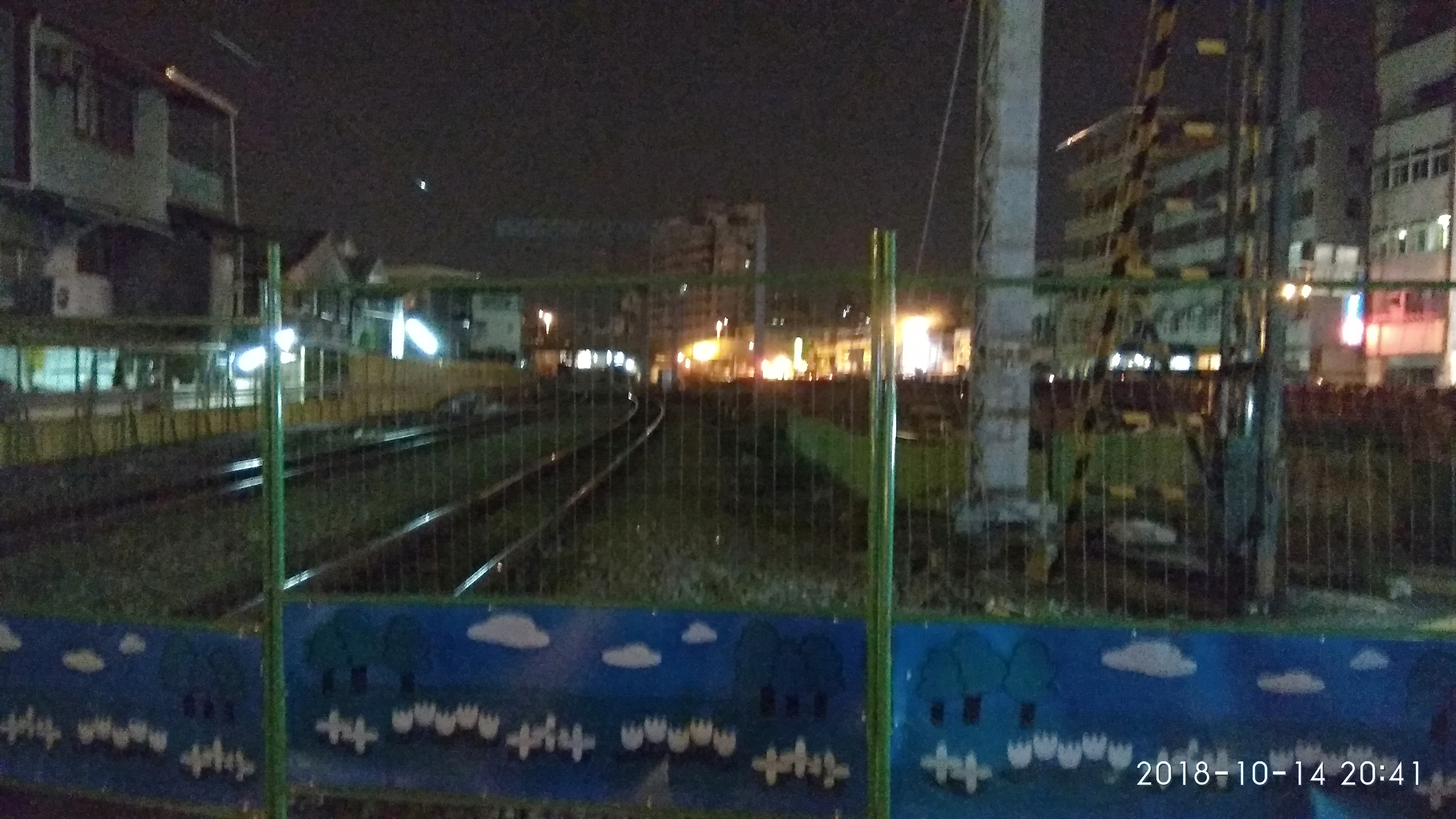
地下化啟用後的鳳松路平交道（往屏東潮州方向，拍攝於2018/10/14晚間）

## 行經行政區域
- 鳳山區

## 沿線設施
（由北至南）
- 鳳松安居社會住宅（興建中）
- 高雄市政府警察局鳳山分局文山派出所
- 農業部農業試驗所鳳山熱帶園藝試驗分所
- 長崎吉普車專門店
- 台灣中油加油站鳳松站
- 建國路二段
- 7-Eleven建元門市
- 全國電子鳳松門市
- 鳳松路郵局
- 合作金庫銀行鳳松分行
- 高雄鐵路綠園道

## 公共自行車
- 高雄市公共自行車租賃系統：
  - 鳳松博愛路口：鳳松路/博愛路(東北側)

## 公車資訊
- 高雄客運
  - 5 鳳山－關帝廟
  - 8021 鳳山－彌陀
- 中華大車隊
  - 橘10 建軍站（捷運衛武營站）－鳳山轉運站（捷運大東站）
- 港都客運
  - 橘16 鳳山轉運站（捷運大東站）－仁武區公所